# Бург, Томас, 1-й барон Бург из Гейнсборо
Сэр Томас Бург (англ. Sir Thomas Burgh; примерно 1431, Гейнсборо, Линкольншир, Королевство Англия — 18 марта 1496, там же) — английский аристократ, 1-й барон Бург из Гейнсборо с 1487 года. Кавалер ордена Подвязки.

## Биография
Томас Бург принадлежал к старинному и богатому роду, представители которого владели землями в Линкольншире и возводили свою генеалогию к Хьюберту де Бургу, 1-му графу Кенту, жившему в XIII веке. Томас родился примерно в 1431 году в семье Томаса Бурга и Элизабет Перси. По матери он происходил от Генри Перси, 1-го графа Нортумберленда, и Давида Стратбоги, 3-го барона Стратбоги и de jure 12-го графа Атолла. В Войнах Алой и Белой розы Бурги были на стороне Йорков; Томас-младший был эсквайром при теле Эдуарда IV и в 1462 году король сделал его за верную службу рыцарем и членом Тайного совета. Постепенно Бург стал главным представителем короны в Линкольншире, где обладал большим влиянием.
В 1467 и 1478 годах сэр Томас заседал в парламенте как рыцарь от Линкольншира. В 1471 году, когда Эдуард IV вернулся в Англию из изгнания, именно Бург первым встал на его сторону. Сэр Томас сражался при Барнете, где был разбит граф Уорик, и при Тьюксбери, где йоркисты разгромили армию Маргариты Анжуйской. После смерти Эдуарда IV в 1483 году он признал королём Ричарда III. Тот был заинтересован в поддержке Бурга и примерно в 1484 году сделал его кавалером ордена Подвязки. Однако сэр Томас в это самое время поддерживал тайные контакты с ланкастерским претендентом на престол Генрихом Тюдором. Он сражался при Босворте в августе 1485 года, где многие бароны перешли на сторону Тюдора, обеспечив ему победу. О поведении в этой битве сэра Томаса хронисты молчат, но известно, что уже совсем скоро Бург был в милости у нового монарха. Он был утверждён в звании рыцаря тела короля и снова начал заседать в Тайном совете.
1 октября 1487 года Генрих VII вызвал сэра Томаса в парламент, и это событие считается началом истории баронского титула. При этом остаётся неясным, заседал ли Бург в парламенте или должен считаться бароном только de jure. Сэр Томас умер 18 марта 1496 года и был похоронен в поместье Гейнсборо. Его завещание датировано 18 февраля того же года.

## Семья
Сэр Томас был женат на Маргарет де Рос, дочери Томаса де Роса, 8-го барона де Роса, и Элеаноры Бошан. В этом браке родились:
- Эдуард (примерно 1463—1528), de jure 2-й барон Бург из Гейнсборо;
- Элизабет (умерла в 1507), жена Ричарда Фицхью, 6-го барона Фицхью;
- Маргарет (умерла в 1493), жена сэра Джорджа Тэлбойса.